# アンナ・タールバッハ
アンナ・タールバッハ（Anna Thalbach, 1973年6月1日 - ）は、ドイツベルリン出身の女優である。

## 出演作品

### 映画
- クラバート 闇の魔法学校
- ラストデイズ・オブ・サードエンパイア
- TRAP トラップ
- ヒトラー 〜最期の12日間〜（ハンナ・ライチュ）
- 深夜の逃走/クロッシング・ボーダー